# Eminium lehmannii
Eminium lehmannii är en kallaväxtart som först beskrevs av Aleksandr Andrejevitj Bunge, och fick sitt nu gällande namn av Carl Ernst Otto Kuntze. Eminium lehmannii ingår i släktet Eminium och familjen kallaväxter. Inga underarter finns listade.